# Campeonato Europeu de Futebol Feminino de 2025
O Campeonato Europeu de Futebol Feminino de 2025, comumente referido como Eurocopa Feminina 2025 ou simplesmente WEURO 2025, foi a 14.ª edição do Campeonato Europeu de Futebol Feminino, torneio quadrienal de futebol organizado pela UEFA com as seleções femininas de futebol da Europa. O campeonato foi realizado na Suíça, entre os dias 2 e 27 de julho de 2025. Foi a terceira edição no formato expandido de 16 seleções. O torneio marcou o retorno do ciclo usual de 4 anos, após o torneio anterior ter sido realizado em 2022, em virtude dos impactos da Pandemia de COVID-19.
A Inglaterra defendeu o título, conquistado na edição de 2022, e foi novamente campeã do torneio, ao derrotar nos pênaltis, a seleção da Espanha, após empate em 1 a 1 no tempo regulamentar.

## Seleção da anfitriã
As candidaturas puderam ser apresentadas até outubro de 2022. A Suíça foi seleciona como anfitriã do torneio em 4 de abril de 2023, pelo Comitê Executivo da UEFA, realizado em Lisboa, Portugal. Para determinar a anfitriã, era necessário que uma das candidatas obtivesse a maioria dos votos na primeira rodada. Caso não houvesse maioria absoluta, uma segunda rodada com as duas mais votadas seria realizada. Contudo, nessa votação, houve um empate triplo na primeira rodada, o que obrigou a realizar- um "rodada de desempate (tiebreak)" para determinar as duas candidaturas que avançariam para segunda rodada.
| País                                  | Votos por rodada | Votos por rodada | Votos por rodada |
| País                                  | 1.ª              | Tiebreak         | 2.ª              |
| ------------------------------------- | ---------------- | ---------------- | ---------------- |
| Suíça                                 | 4                | 6                | 9                |
| Dinamarca/ Finlândia/ Noruega/ Suécia | 4                | 4                | 4                |
| Polónia                               | 4                | 3                | —                |
| França                                | 1                | —                | —                |
| Total                                 | 13               | 13               | 13               |

### Candidaturas confirmadas
Quatro declarações de interesse para sediar o torneio foram recebidas pela UEFA antes do prazo final, que era 12 de outubro de 2022.
- Polónia – Em 3 de junho de 2021, Zbigniew Boniek, chefe da Associação Polonesa de Futebol, anunciou que a associação apresentou a UEFA, a proposta para sediar a UEFA Euro 2025, citando que o futebol feminino estava ganhando popularidade em diversos países Europeus, incluindo a Polónia.[8]
- Dinamarca,  Finlândia,  Noruega e  Suécia – Em 15 de outubro de 2021, a Associação Dinamarquesa de Futebol anunciou que os Países nórdicos Dinamarca, Finlândia, Noruega e Suécia, com apoio da Islândia e das Ilhas Faroé, confirmou a proposta de sediar a UEFA Euro 2025.[9][10] Em 6 de abril, a candidatura foi enviada,[11] assim como os diversos estádios nos países anfitriões.[12] O governo da Suécia declarou apoio no dia 12.[13] Finlândia confirmou a candidatura para sediar a UEFA Euro 2025 em 12 de outubro de 2022.
- França – Em 3 de fevereiro de 2022, a Federação Francesa de Futebol e seu presidente, Noël Le Graët, confirmaram a proposta do país para organizar a competição.[14]
- Suíça  – Em 14 de setembro de 2022, a Associação Suíça de Futebol confirmou oficialmente a proposta e anunciou Basileia, Genebra, Lucerna, Lausana (retirada posteriormente), Zurique, Tune, Saint-Gallen (cantão) e Sion como cidades candidatas a sediar os jogos.[15]

## Locais
Durante o processo de proposta, os locais em Lausana (Estádio Olímpico de la Pontaise), Neuchâtel (Estádio de la Maladière) e Schaffhausen (Estádio Breite) foram descartados. A capital de Liechtenstein, Vaduz foi incluída na proposta suíça, porém, por conta da capacidade do Estádio Rheinpark não atender os requisitos, a ideia foi descartada. Depois da votação, outro local em Lausana (o Estádio de la Tuilière) se retirou voluntariamente, para focar-se em sediar o Festival Federal Suíço de Ginástica em 2025.
Em 2 de dezembro de 2023, foi anunciado o cronograma provisório, com Basileia abrigando os jogos de abertura e a final. Com exceção de um jogo (a partida de abertura), o cronograma dividiu os locais em duas regiões geográficas diferentes: Berna, Genebra, Sião e Tune na zona oeste, enquanto Basileia, Lucerna, Saint-Gallen e Zurique na zona leste. Berna procurou sediar a final, mas após os Young Boys declararem preocupação com o uso excessivo do gramado, o estádio será utilizado até as quartas de final.
Por questões comerciais, os locais em Lucerna (Swissporarena), St. Gallen (Kybunpark) e Thun (Stockhorn Arena) alteraram seus nomes para o torneio.
Os estádios que foram utilizados são:
| St. Jakob-Park Capacidade: 38 512                     | Stadion Wankdorf Capacidade: 31 500 | Stade de Genève Capacidade: 30 084 | Stadion Letzigrund Capacidade: 26 104 |
|                                                       |                                     |                                    |                                       |
| Basel Thun Lucerne Geneva Sion St. Gallen Bern Zürich |                                     |                                    |                                       |
| St. Gallen                                            | Lucerne                             | Sion                               | Thun                                  |
| kybunpark Capacidade: 19 200                          | swissporarena Capacidade: 15 680    | Tourbillon Capacidade: 14 850      | Stockhorn Arena Capacidade: 10 398    |
|                                                       |                                     |                                    |                                       |

## Qualificação

Qualificada
Qualificação pendente
Não qualificada
Não participou
Suspensa

### Seleções qualificadas
As 55 seleções nacionais da UEFA tinham até 23 de março de 2023 para apresentar seu interesse em participar do torneio. Isso incluiria a participação na primeira edição da Liga das Nações Feminina da UEFA e das Eliminatórias para a UEFA Euro 2025.

No total, 51 seleções entraram na qualificação. A seleção Rússia não pode participar, em virtude da suspensão aplicada pela UEFA e pela FIFA decorrente da invasão do país a Ucrânia em 2022. Já as seleções de Gibraltar, Liechtenstein e São Marino não apresentaram candidaturas.
Essas são as seleções qualificadas para o torneio, junto a anfitriã Suíça.
| Ordem | Seleção       | Método de qualificação               | Data de qualificação  | Aparições | Primeira aparição | Última aparição | Melhor desempenho                                        | Ranking da FIFA |
| ----- | ------------- | ------------------------------------ | --------------------- | --------- | ----------------- | --------------- | -------------------------------------------------------- | --------------- |
| 1     | Suíça         | Anfitriã                             | 4 de abril de 2023    | 3.ª       | 2017              | 2022            | Fase de grupos (2017, 2022)                              | 23              |
| 2     | Alemanha      | Campeãs do Grupo A4                  | 4 de junho de 2024    | 12.ª      | 1989              | 2022            | Campeãs (1989, 1991, 1995, 1997, 2001, 2005, 2009, 2013) | 3               |
| 3     | Espanha       | Campeãs do Grupo A2                  | 4 de junho de 2024    | 5.ª       | 1997              | 2022            | Semifinais (1997)                                        | 2               |
| 4     | Islândia      | Vice-campeãs do Grupo A4             | 12 de julho de 2024   | 5.ª       | 2009              | 2022            | Quartas-de-finais (2013)                                 | 13              |
| 5     | Dinamarca     | Vice-campeãs do Grupo A2             | 12 de julho de 2024   | 11.ª      | 1984              | 2022            | Vice-campeãs (2017)                                      | 12              |
| 6     | França        | Campeãs do Grupo A2                  | 12 de julho de 2024   | 8.ª       | 1997              | 2022            | Semifinais (2022)                                        | 11              |
| 7     | Inglaterra    | Vice-campeãs do Grupo A3             | 16 de julho de 2024   | 10.ª      | 1984              | 2022            | Campeãs (2022)                                           | 4               |
| 8     | Itália        | Campeãs do Grupo A1                  | 16 de julho de 2024   | 13.ª      | 1984              | 2022            | Vice-campeãs (1993, 1997)                                | 14              |
| 9     | Países Baixos | Vice-campeãs do Grupo A1             | 16 de julho de 2024   | 5.ª       | 2009              | 2022            | Campeãs (2017)                                           | 10              |
| 10    | Portugal      | Vencedora do play-off qualificatório | 3 de dezembro de 2024 | 3.ª       | 2017              | 2022            | Fase de Grupos (2017, 2022)                              | 22              |
| 11    | Noruega       | Vencedora do play-off qualificatório | 3 de dezembro de 2024 | 13.ª      | 1987              | 2022            | Campeã (1987, 1993)                                      | 15              |
| 12    | Finlândia     | Vencedora do play-off qualificatório | 3 de dezembro de 2024 | 5.ª       | 2005              | 2022            | Semifinais (2005)                                        | 25              |
| 13    | Polônia       | Vencedora do play-off qualificatório | 3 de dezembro de 2024 | 1.ª       | 2025              | —               | Estreante                                                | 28              |
| 14    | Suécia        | Vencedora do play-off qualificatório | 3 de dezembro de 2024 | 12.ª      | 1984              | 2022            | Campeãs (1984)                                           | 6               |
| 15    | Bélgica       | Vencedora do play-off qualificatório | 3 de dezembro de 2024 | 3.ª       | 2017              | 2022            | Quartas-de-finais (2022)                                 | 20              |
| 16    | País de Gales | Vencedora do play-off qualificatório | 3 de dezembro de 2024 | 1.ª       | 2025              | —               | Estreante                                                | 31              |

### Sorteio final
O sorteio final ocorreu em 16 de dezembro de 2024. As 16 seleções classificadas serão dividias em quatro grupos com quatro equipes, sendo que a anfitriã Suíça já está na posição A1. As demais, serão alocadas conforme o sorteio, que consiste em distribui-las em quatro potes, seguindo a posição que estiverem no ranking da UEFA. Os times do "Pote 1" serão as "cabeça-de-chave".
| Equipe   | Rank |
| -------- | ---- |
| Suíça H  | 19   |
| Espanha  | 1    |
| Alemanha | 2    |
| França   | 3    |

| Equipe     | Rank |
| ---------- | ---- |
| Itália     | 4    |
| Islândia   | 5    |
| Dinamarca  | 6    |
| Inglaterra | 7    |

| Equipe        | Rank |
| ------------- | ---- |
| Países Baixos | 8    |
| Suécia        | 9    |
| Noruega       | 10   |
| Bélgica       | 11   |

| Equipe        | Rank |
| ------------- | ---- |
| Finlândia     | 12   |
| Polônia       | 13   |
| Portugal      | 14   |
| País de Gales | 15   |

## Arbitragem
Em 31 de março de 2025, a UEFA anunciou os árbitros selecionados para o torneio.

### Árbitros
- Edina Alves Batista
- Ivana Martinčić
- Frida Klarlund
- Stéphanie Frappart
- Katalin Kulcsár
- Maria Sole Ferrieri Caputi
- Silvia Gasperotti
- Catarina Campos
- Iuliana Demetrescu
- Alina Peșu
- Marta Huerta de Aza
- Tess Olofsson
- Désirée Grundbacher

### Assistentes
- Ainhoa Fernández
- Amina Gustchi
- Neuza Inês Back
- Fabrini Bevilaqua
- Sanja Rođak-Karšić
- Fie Bruun
- Emily Carney
- Heini Hyvönen
- Camille Soriano
- Anita Vad
- Francesca Di Monte
- Irina Pozdejeva
- Franca Overtoom
- Monica Løkkeberg
- Paulina Baranowska
- Andreia Ferreria Sousa
- Vannesa Gomes
- Daniela Constatinescu
- Mihaela Țepușă
- Eliana Fernández
- Guadalupe Porras Ayuso
- Štaša Špur
- Almira Spahić
- Susanne Küng
- Linda Schmid
- Svitlana Grushko

### Árbitros de vídeo
- Jarred Gillett
- Sian Massey-Ellis
- Willy Delajod
- Christian Dingert
- Katrin Rafalski
- Tamás Bognár
- Aleandro Di Paolo
- Dennis Higler
- Tiago Martins
- Cătălin Popa
- Momčilo Marković
- Jelena Cvetković
- Alen Borošak
- Guillermo Cuadra Fernández
- Judit Romano García
- Fedayi San

### Árbitros de apoio
- Hristiana Guteva
- Shona Shukrula
- Olatz Rivera Olmedo

## Fase de grupos
O calendário provisório de partidas foi confirmado pelo Comitê Executivo da UEFA durante reunião ocorrida em Hamburgo, Alemanha, no dia 2 de dezembro de 2023.
Os jogos estão no horário local (UTC+2).

### Critérios de desempate
Na fase de grupos, os times são ranqueados de acordo com os pontos – 3 pontos para vitória, 1 ponto para empate, 0 pontos para derrota – e em caso de empates nos pontos, os seguintes critérios de desempate são aplicados, na ordem dada, para determinar as classificações.
1. Pontos no confronto direto entre as equipes empatadas;
2. Saldo de gols no confronto direto entre as equipes empatadas;
3. Gols pró no confronto direto entre as equipes empatadas;
4. Caso haja mais de duas equipes empatados e depois de aplicar todos os critérios de confronto direto acima, um subconjunto de equipes ainda estiver empatado, todos os critérios de confronto direto acima serão reaplicados exclusivamente a esse subconjunto de equipes;
5. Saldo de gols em todas as partidas do grupo;
6. Gols pró em todas as partidas do grupo;
7. Pontos por disciplina:
  1. Cartão vermelho = 3 pontos
  2. Cartão amarelo = 1 ponto
  3. Expulsão após dois cartões amarelos em uma partida = 3 pontos
8. Posição no ranking geral da fase de grupos da qualificação Europeia Feminina.

### Grupo A
| Pos | Equipe    | Pts | J | V | E | D | GP | GC | SG | Classificado     |
| --- | --------- | --- | - | - | - | - | -- | -- | -- | ---------------- |
| 1   | Noruega   | 9   | 3 | 3 | 0 | 0 | 8  | 5  | +3 | Quartas de final |
| 2   | Suíça     | 4   | 3 | 1 | 1 | 1 | 4  | 3  | +1 | Quartas de final |
| 3   | Finlândia | 4   | 3 | 1 | 1 | 1 | 3  | 3  | 0  |                  |
| 4   | Islândia  | 0   | 3 | 0 | 0 | 3 | 3  | 7  | −4 |                  |

1.ª rodada
| 02 de julho | Islândia | 0 – 1 | Finlândia  | Thun |  |
| 18h00       |          | UEFA  | 70' Kosola | Estádio: Arena Thun Público: 7 683 Árbitro: HUN Katalin Kulcsár Árbitros assistentes: HUN Anita Vad LTU Irina Pozdejeva Quarto árbitro: POR Catarina Campos VAR: HUN Tamás Bognár MVP: Katariina Kosola |  |

| 02 de julho | Suíça      | 1 – 2 | Noruega                     | Basel |  |
| 21h00       | Riesen 22' | UEFA  | 54' Hegerberg · 56' Stierli | Estádio: St. Jakob-Park Público: 34 063 Árbitro: ROU Alina Peşu Árbitros assistentes: ROU Daniela Constantinescu UKR Svitlana Grushko Quarto árbitro: ESP Marta Huerta De Aza VAR: NED Dennis Higler MVP: Géraldine Reuteler |  |

2.ª rodada
| 06 de julho | Noruega                 | 2 – 1 | Finlândia    | Sion |  |
| 18h00       | Nyström 3' · Hansen 84' | UEFA  | 32' Sevenius | Estádio: Stade de Tourbillon Público: 7 376 Árbitro: ITA Silvia Gasperotti Árbitros assistentes: NED Franca Overtoom AUT Amina Gutschi Quarto árbitro: NED Shona Shukrula VAR: ITA Aleandro Di Paolo MVP: Caroline Graham Hansen |  |

| 06 de julho | Suíça                      | 2 – 0 | Islândia | Bern |  |
| 21h00       | Reuteler 76' · Pilgrim 90' | UEFA  |          | Estádio: Stade de Suisse Público: 29 658 Árbitro: ESP Marta Huerta De Aza Árbitros assistentes: ESP Guadalupe Porras Ayuso ESP Eliana Fernández González Quarto árbitro: ESP Olatz Rivera Olmedo VAR: ESP Guillermo Cuadra Fernandez MVP: Géraldine Reuteler |  |

3.ª rodada
| 10 de julho | Finlândia         | 1 – 1 | Suíça          | Geneva |  |
| 21h00       | Kuikka 79' (pen.) | UEFA  | 90+2' Xhemaili | Estádio: Stade de Genève Público: 26 388 Árbitro: FRA Stéphanie Frappart Árbitros assistentes: FRA Camille Soriano LTU Irina Pozdejeva Quarto árbitro: ITA Maria Sole Ferrieri Caputi VAR: FRA Willy Delajod MVP: Géraldine Reuteler |  |

| 10 de julho | Noruega                            | 4 – 3 | Islândia                                                     | Thun |  |
| 21h00       | Gaupset 15', 26' · Maanum 49', 76' | UEFA  | 6' Jónsdóttir · 84' Eiríksdóttir · 90+5' (pen.) Viggósdóttir | Estádio: Arena Thun Público: 7 859 Árbitro: ROU Alina Peşu Árbitros assistentes: ROU Daniela Constantinescu UKR Svitlana Grushko Quarto árbitro: BUL Hristiyana Guteva VAR: GER Katrin Rafalski MVP: Signe Gaupset |  |

### Grupo B
| Pos | Equipe   | Pts | J | V | E | D | GP | GC | SG  | Classificado     |
| --- | -------- | --- | - | - | - | - | -- | -- | --- | ---------------- |
| 1   | Espanha  | 9   | 3 | 3 | 0 | 0 | 14 | 3  | +11 | Quartas de final |
| 2   | Itália   | 4   | 3 | 1 | 1 | 1 | 3  | 4  | −1  | Quartas de final |
| 3   | Bélgica  | 3   | 3 | 1 | 0 | 2 | 4  | 8  | −4  |                  |
| 4   | Portugal | 1   | 3 | 0 | 1 | 2 | 2  | 8  | −6  |                  |

1.ª rodada
| 03 de julho | Bélgica | 0 – 1 | Itália     | Sion |  |
| 18h00       |         | UEFA  | 44' Caruso | Estádio: Stade de Tourbillon Público: 7 544 Árbitro: SUI Désirée Grundbacher Árbitros assistentes: SUI Susanne Küng SUI Linda Schmid Quarto árbitro: BUL Hristiyana Guteva VAR: SUI Fedayi San MVP: Arianna Caruso |  |

| 03 de julho | Espanha                                                          | 5 – 0 | Portugal | Bern |  |
| 21h00       | González 2', 43' · López 7' · Putellas 41' · Martín-Prieto 90+3' | UEFA  |          | Estádio: Stade de Suisse Público: 29 520 Árbitro: ROU Iuliana Demetrescu Árbitros assistentes: ROU Mihaela Tepusa AUT Amina Gutschi Quarto árbitro: NED Shona Shukrula VAR: AUS Jarred Gillett MVP: Alexia Putellas |  |

2.ª rodada
| 07 de julho | Espanha                                                                   | 6 – 2 | Bélgica                          | Thun |  |
| 18h00       | Putellas 22', 86' · Paredes 39' · González 52' · Caldentey 61' · Pina 81' | UEFA  | 24' Vanhaevermaet · 50' Eurlings | Estádio: Arena Thun Público: 7 961 Árbitro: HUN Katalin Kulcsár Árbitros assistentes: HUN Anita Vad LTU Irina Pozdejeva Quarto árbitro: FRA Stéphanie Frappart VAR: HUN Tamás Bognár MVP: Alexia Putellas |  |

| 07 de julho | Portugal        | 1 – 1 | Itália      | Geneva |  |
| 21h00       | Diana Gomes 89' | UEFA  | 70' Girelli | Estádio: Stade de Genève Público: 22 713 Árbitro: CRO Ivana Martinčić Árbitros assistentes: CRO Sanja Rodjak-Karšić SVN Staša Špur Quarto árbitro: SWE Tess Olofsson VAR: GER Christian Dingert MVP: Cristiana Girelli |  |

3.ª rodada
| 11 de julho | Portugal       | 1 – 2 | Bélgica                     | Sion |  |
| 21h00       | Encarnação 87' | UEFA  | 9' Wullaert · 90+10' Cayman | Estádio: Stade de Tourbillon Público: 7 515 Árbitro: SWE Tess Olofsson Árbitros assistentes: SWE Almira Spahić NOR Monica Lokkeberg Quarto árbitro: NED Shona Shukrula VAR: AUS Jarred Gillett MVP: Tessa Wullaert |  |

| 11 de julho | Itália       | 1 – 3 | Espanha                                     | Bern |  |
| 21h00       | Oliviero 10' | UEFA  | 14' Athenea · 49' Guijarro · 90+4' González | Estádio: Stade de Suisse Público: 29 644 Árbitro: ROU Iuliana Demetrescu Árbitros assistentes: ROU Mihaela Tepusa NED Franca Overtoom Quarto árbitro: HUN Katalin Kulcsár VAR: NED Dennis Higler MVP: Patri Guijarro |  |

### Grupo C
| Pos | Equipe    | Pts | J | V | E | D | GP | GC | SG | Classificado     |
| --- | --------- | --- | - | - | - | - | -- | -- | -- | ---------------- |
| 1   | Suécia    | 9   | 3 | 3 | 0 | 0 | 8  | 1  | +7 | Quartas de final |
| 2   | Alemanha  | 6   | 3 | 2 | 0 | 1 | 5  | 5  | 0  | Quartas de final |
| 3   | Polônia   | 3   | 3 | 1 | 0 | 2 | 3  | 7  | −4 |                  |
| 4   | Dinamarca | 0   | 3 | 0 | 0 | 3 | 3  | 6  | −3 |                  |

1.ª rodada
| 04 de julho | Dinamarca | 0 – 1 | Suécia        | Geneva |  |
| 18h00       |           | UEFA  | 55' Angeldahl | Estádio: Stade de Genève Público: 17 319 Árbitro: BRA Edina Alves Árbitros assistentes: BRA Neuza Inês Back BRA Fabrini Bevilaqua Quarto árbitro: CRO Ivana Martinčić VAR: POR Tiago Martins MVP: Filippa Angeldahl |  |

| 04 de julho | Alemanha                 | 2 – 0 | Polônia | St. Gallen |  |
| 21h00       | Brand 52' · Schüller 66' | UEFA  |         | Estádio: Arena St.Gallen Público: 15 972 Árbitro: FRA Stéphanie Frappart Árbitros assistentes: FRA Camille Soriano ENG Emily Carney Quarto árbitro: ESP Olatz Rivera Olmedo VAR: FRA Willy Delajod MVP: Jule Brand |  |

2.ª rodada
| 08 de julho | Alemanha                        | 2 – 1 | Dinamarca      | Basel |  |
| 18h00       | Nüsken 56' (pen) · Schüller 66' | UEFA  | 21' Vangsgaard | Estádio: St. Jakob-Park Público: 34 165 Árbitro: POR Catarina Campos Árbitros assistentes: POR Vanessa Gomes POR Andreia Sousa Quarto árbitro: BUL Hristiyana Guteva VAR: SVN Alen Borošak MVP: Klara Bühl |  |

| 08 de julho | Polônia | 0 – 3 | Suécia                                      | Lucerne |  |
| 21h00       |         | UEFA  | 28' Blackstenius · 52' Asllani · 77' Hurtig | Estádio: Allmend Stadion Luzern Público: 14 176 Árbitro: ITA Maria Sole Ferrieri Caputi Árbitros assistentes: ITA Francesca Di Monte ENG Emily Carney Quarto árbitro: NED Shona Shukrula VAR: AUS Jarred Gillett MVP: Johanna Rytting Kaneryd |  |

3.ª rodada
| 12 de julho | Polônia                                  | 3 – 2 | Dinamarca               | Lucerne |  |
| 21h00       | Padilla 13' · Pajor 20' · Wiankowska 76' | UEFA  | 59' Thomsen · 83' Bruun | Estádio: Allmend Stadion Luzern Público: 14 213 Árbitro: ESP Olatz Rivera Olmedo Árbitros assistentes: ESP Eliana Fernández González ENG Emily Carney Quarto árbitro: SUI Désirée Grundbacher VAR: ESP Guillermo Cuadra Fernandez MVP: Natalia Padilla |  |

| 12 de julho | Suécia                                                         | 4 – 1 | Alemanha | Zurique |  |
| 21h00       | Blackstenius 12' · Holmberg 25' · Rolfö 34' (pen) · Hurtig 80' | UEFA  | 7' Brand | Estádio: Letzigrund Público: 22 552 Árbitro: ITA Silvia Gasperotti Árbitros assistentes: ITA Francesca Di Monte AUT Amina Gutschi Quarto árbitro: ROU Alina Peşu VAR: ITA Aleandro Di Paolo MVP: Johanna Rytting Kaneryd |  |

### Grupo D
| Pos | Equipe        | Pts | J | V | E | D | GP | GC | SG  | Classificado     |
| --- | ------------- | --- | - | - | - | - | -- | -- | --- | ---------------- |
| 1   | França        | 9   | 3 | 3 | 0 | 0 | 11 | 4  | +7  | Quartas de final |
| 2   | Inglaterra    | 6   | 3 | 2 | 0 | 1 | 11 | 3  | +8  | Quartas de final |
| 3   | Países Baixos | 3   | 2 | 1 | 0 | 1 | 5  | 9  | −4  |                  |
| 4   | País de Gales | 0   | 2 | 0 | 0 | 2 | 2  | 13 | −11 |                  |

1.ª rodada
| 05 de julho | País de Gales | 0 – 3 | Países Baixos                           | Lucerne |  |
| 16h00       |               | UEFA  | 45+3' Miedema · 48' Pelova · 57' Brugts | Estádio: Allmend Stadion Luzern Público: 14 147 Árbitro: DEN Frida Klarlund Árbitros assistentes: DEN Fie Bruun FIN Heini Hyvönen Quarto árbitro: BUL Hristiyana Guteva VAR: SRB Momčilo Marković MVP: Vivianne Miedema |  |

| 05 de julho | França                     | 2 – 1 | Inglaterra | Zurique |  |
| 21h00       | Katoto 36' · Baltimore 39' | UEFA  | 87' Walsh  | Estádio: Letzigrund Público: 22 542 Árbitro: SWE Tess Olofsson Árbitros assistentes: SWE Almira Spahić NOR Monica Lokkeberg Quarto árbitro: ITA Maria Sole Ferrieri Caputi VAR: GER Christian Dingert MVP: Delphine Cascarino |  |

2.ª rodada
| 09 de julho | Inglaterra                                 | 4 – 0 | Países Baixos | Zurique |  |
| 18h00       | James 22', 60' · Stanway 45+3' · Toone 67' | UEFA  |               | Estádio: Letzigrund Público: 22 600 Árbitro: BRA Edina Alves Árbitros assistentes: BRA Neuza Inês Back BRA Fabrini Bevilaqua Quarto árbitro: ITA Silvia Gasperotti VAR: POR Tiago Martins MVP: Alessia Russo |  |

| 09 de julho | França                                                 | 4 – 1 | País de Gales | St. Gallen |  |
| 21h00       | Mateo 8' · Diani 45+6' (pen.) · Majri 53' · Geyoro 63' | UEFA  | 13' Fishlock  | Estádio: Arena St.Gallen Público: 15 886 Árbitro: SUI Désirée Grundbacher Árbitros assistentes: SUI Susanne Küng SUI Linda Schmid Quarto árbitro: ESP Olatz Rivera Olmedo VAR: SUI Fedayi San MVP: Amel Majri |  |

3.ª rodada
| 13 de julho | Inglaterra                                                                          | 6 – 1 | País de Gales | St. Gallen |  |
| 21h00       | Stanway 13' (pen.) · Toone 21' · Hemp 30' · Russo 44' · Mead 72' · Beever-Jones 89' | UEFA  | 76' Cain      | Estádio: Arena St.Gallen Público: 15 953 Árbitro: DEN Frida Klarlund Árbitros assistentes: DEN Fie Bruun FIN Heini Hyvönen Quarto árbitro: ROU Iuliana Demetrescu VAR: POR Tiago Martins MVP: Keira Walsh |  |

| 13 de julho | Países Baixos          | 2 – 5 | França                                                                 | Basel |  |
| 21h00       | Pelova 26' · Bacha 41' | UEFA  | 22' Toletti · 61' Katoto · 64', 67' Cascarino · 90+2' (pen.) Karchaoui | Estádio: St. Jakob-Park Público: 34 133 Árbitro: CRO Ivana Martinčić Árbitros assistentes: CRO Sanja Rodjak-Karšić SVN Staša Špur Quarto árbitro: HUN Katalin Kulcsár VAR: SUI Fedayi San MVP: Delphine Cascarino |  |

## Fase final
Na fase final, a prorrogação e as disputas por pênaltis podem ser utilizadas para decidir o vencedor, caso seja necessário.

### Esquema
|  | Quartas de final      | Quartas de final      |                      |       | Semifinais | Semifinais |  |  | Final | Final |
|  |                       |                       |                      |       |            |            |  |  |       |       |
|  | 17 de julho – Zurique |                       |                      |       |            |            |  |  |       |       |
|  |                       |                       |                      |       |            |            |  |  |       |       |
|  | Suécia                | 2 (2)                 |                      |       |            |            |  |  |       |       |
|  | Suécia                | 2 (2)                 | 22 de julho – Geneva |       |            |            |  |  |       |       |
|  | Inglaterra (pen.)     | 2 (3)                 |                      |       |            |            |  |  |       |       |
|  | Inglaterra (pen.)     | 2 (3)                 | Inglaterra (pro)     | 2     |            |            |  |  |       |       |
|  | 16 de julho – Geneva  |                       | Inglaterra (pro)     | 2     |            |            |  |  |       |       |
|  |                       | Itália                | 1                    |       |            |            |  |  |       |       |
|  | Noruega               | Itália                | 1                    | 1     |            |            |  |  |       |       |
|  | Noruega               |                       | 27 de julho – Basel  | 1     |            |            |  |  |       |       |
|  | Itália                | 2                     |                      |       |            |            |  |  |       |       |
|  | Itália                | 2                     | Inglaterra (pen.)    | 1 (3) |            |            |  |  |       |       |
|  | 19 de julho – Basel   |                       | Inglaterra (pen.)    | 1 (3) |            |            |  |  |       |       |
|  |                       | Espanha               | 1 (1)                |       |            |            |  |  |       |       |
|  | França                | Espanha               | 1 (1)                | 1 (5) |            |            |  |  |       |       |
|  | França                | 23 de julho – Zurique |                      | 1 (5) |            |            |  |  |       |       |
|  | Alemanha (pen.)       | 1 (6)                 |                      |       |            |            |  |  |       |       |
|  | Alemanha (pen.)       | 1 (6)                 | Alemanha             | 0     |            |            |  |  |       |       |
|  | 18 de julho – Berna   |                       | Alemanha             | 0     |            |            |  |  |       |       |
|  |                       | Espanha (pro)         | 1                    |       |            |            |  |  |       |       |
|  | Espanha               | Espanha (pro)         | 1                    | 2     |            |            |  |  |       |       |
|  | Espanha               |                       |                      | 2     |            |            |  |  |       |       |
|  | Suíça                 | 0                     |                      |       |            |            |  |  |       |       |
|  | Suíça                 | 0                     |                      |       |            |            |  |  |       |       |

### Quartas de final
| 16 de julho Quartas | Noruega       | 1 – 2 | Itália           | Genebra |  |
| 21h00               | Hegerberg 66' | UEFA  | 50', 90' Girelli | Estádio: Stade de Genève Público: 26 276 Árbitro: FRA Stéphanie Frappart Árbitros assistentes: FRA Camille Soriano SUI Susanne Küng Quarto árbitro: SUI Désirée Grundbacher VAR: FRA Willy Delajod MVP: Cristiana Girelli |  |

| 17 de julho Quartas                                   | Suécia                         | 2 – 2 (pro) (2 – 3 pen.)                        | Inglaterra                | Zurique |  |
| 21h00                                                 | Asillani 2' · Blackstenius 25' | UEFA                                            | 79' Bronze · 81' Agyemang | Estádio: Letzigrund Público: 22 397 Árbitro: ESP Marta Huerta De Aza Árbitros assistentes: ESP Guadalupe Porras Ayuso ESP Eliana Fernández González Quarto árbitro: DEN Frida Klarlund VAR: ESP Guillermo Cuadra Fernandez MVP: Hannah Hampton |  |
|                                                       |                                | Penalidades                                     |                           | |  |
| Angeldahl Olme Eriksson Björn Falk Jakobsson Holmberg |                                | Russo James Mead Greenwood Kelly Clinton Bronze |                           | |  |

| 18 de julho Quartas | Espanha                 | 2 – 0 | Suíça | Berna |  |
| 21h00               | Castillo 66' · Pina 71' | UEFA  |       | Estádio: Stade de Suisse Público: 29 734 Árbitro: ITA Maria Sole Ferrieri Caputi Árbitros assistentes: ITA Francesca Di Monte ENG Emily Carney Quarto árbitro: HUN Katalin Kulcsár VAR: ITA Aleandro Di Paolo MVP: Aitana Bonmatí |  |

| 19 de julho Quartas                                               | França            | 1 – 1 (pro) (5 – 6 pen.)                        | Alemanha   | Basileia |  |
| 21h00                                                             | Geyoro 15' (pen.) | UEFA                                            | 25' Nüsken | Estádio: St. Jakob-Park Público: 34 128 Árbitro: SWE Tess Olofsson Árbitros assistentes: SWE Almira Spahić NOR Monica Lokkeberg Quarto árbitro: CRO Ivana Martinčić VAR: AUS Jarred Gillett MVP: Ann-Katrin Berger |  |
|                                                                   |                   | Penalidades                                     |            | |  |
| Majri Karchaoui Malard Balltimore Jean-François N'Dongala Sombath |                   | Minge Dallmann Knaak Däbritz Berger Bühl Nüsken |            | |  |

### Semifinais
| 22 de julho Semifinal | Inglaterra                  | 2 – 1 (pro) | Itália       | Genebra |  |
| 21h00                 | Agyemang 90+6' · Kelly 119' | UEFA        | 33' Bonansea | Estádio: Stade de Genève Público: 26 539 Árbitro: CRO Ivana Martinčić Árbitros assistentes: CRO Sanja Rodjak-Karšić SVN Staša Špur Quarto árbitro: SUI Désirée Grundbacher VAR: NED Dennis Higler MVP: Chloe Kelly |  |

| 23 de julho Semifinal | Alemanha | 0 – 1 (pro) | Espanha      | Zurique |  |
| 21h00                 |          | UEFA        | 113' Bonmatí | Estádio: Letzigrund Público: 22 432 Árbitro: BRA Edina Alves Árbitros assistentes: BRA Neuza Back BRA Fabrini Bevilaqua Quarto árbitro: SWE Tess Olofsson VAR: POR Tiago Martins MVP: Aitana Bonmatí |  |

### Final
| 27 de julho | Inglaterra | 1 – 1 (pro) | Espanha       | St. Jakob-Park, Basel                           |
| 18h00       | Russo 57'  | UEFA        | 25' Caldentey | Público: 34 203 Árbitro: FRA Stéphanie Frappart |

|                                         |       | Penalidades                           |  |
| Mead Greenwood Charles Williamson Kelly | 3 – 1 | Guijarro Caldentey Bonmatí Paralluelo |  |

| Inglaterra | Espanha |

| G              | 1  | Hannah Hampton    |     |      |
| LD             | 2  | Lucy Bronze       | 59' | 106' |
| Z              | 6  | Leah Williamson   |     |      |
| Z              | 16 | Jessica Carter    |     |      |
| LE             | 5  | Alex Greenwood    |     |      |
| M              | 10 | Ella Toone        |     | 87'  |
| M              | 4  | Keira Walsh       |     |      |
| M              | 8  | Georgia Stanway   |     | 115' |
| PD             | 11 | Lauren Hemp       | 95' |      |
| A              | 23 | Alessia Russo     | 58' | 71'  |
| PE             | 7  | Lauren James      |     | 41'  |
| Substituições: |    |                   |     |      |
| M              | 3  | Niamh Charles     |     | 106' |
| Z              | 9  | Beth Mead         |     | 87'  |
| M              | 14 | Grace Clinton     |     | 115' |
| A              | 17 | Michelle Agyemang |     | 71'  |
| A              | 18 | Chloe Kelly       |     | 41'  |
| Técnico:       |    |                   |     |      |
| Sarina Wiegman |    |                   |     |      |

| G              | 13 | Catalina Coll        |  |      |
| LD             | 2  | Ona Batlle           |  |      |
| Z              | 4  | Irene Paredes        |  |      |
| Z              | 14 | Laia Aleixandri      |  |      |
| LE             | 7  | Olga Carmona         |  | 106' |
| M              | 6  | Aitana Bonmatí       |  |      |
| M              | 12 | Patri Guijarro       |  |      |
| M              | 11 | Alexia Putellas      |  | 71'  |
| A              | 10 | Athenea del Castillo |  | 89'  |
| A              | 9  | Esther González      |  | 89'  |
| A              | 8  | Mariona Caldentey    |  |      |
| Substituições: |    |                      |  |      |
| Z              | 15 | Leila Ouahabi        |  | 106' |
| A              | 18 | Salma Paralluelo     |  | 89'  |
| M              | 19 | Vicky López          |  | 89'  |
| A              | 20 | Cláudia Pina         |  | 71'  |
| Técnico:       |    |                      |  |      |
| Montse Tomé    |    |                      |  |      |

| Women of the Match: Hannah Hampton |
| Árbitras assistentes: FRA Camille Soriano ITA Francesca Di Monte Quarto árbitra: ITA Maria Sole Ferrieri Caputi Quinta árbitra: SUI Susanne Küng VAR: FRA Willy Delajod |

## Premiação
| Campeonato Europeu de Futebol Feminino de 2025 |
| Inglaterra                                     |
| ---------------------------------------------- |
| Inglaterra Campeã (2.º título)                 |

## Patrocinadores
- Adidas
- Amazon[66]
- Axa[67]
- Electronic Arts
- Euronics
- Grifols
- Heineken N.V.
- Hublot
- Just Eat Takeaway.com
- Lay's
- PlayStation[68]
- Visa

## Transmissão
Fonte:

### UEFA
| País        | Emissora               | N/R    |
| ----------- | ---------------------- | ------ |
| Alemanha    | Das Erste Sportstudio  |        |
| Espanha     | RTVE Play              |        |
| Finlândia   | YLE                    |        |
| França      | TF1 France Televisions | [ 70 ] |
| Reino Unido | BBC ITV                |        |
| Portugal    | RTP1 RTP2              |        |

### Fora da UEFA
| País / Continente                                        | Emissora                                             | N/R        |
| -------------------------------------------------------- | ---------------------------------------------------- | ---------- |
| América do Norte América Central e Caribe América do Sul | Disney+                                              | [ nota 1 ] |
| Estados Unidos                                           | Disney+                                              |            |
| Fox Sports                                               | [ 71 ]                                               |            |
| VIX                                                      |                                                      |            |
| Brasil                                                   | CazéTV                                               |            |
| Canadá                                                   | TSN                                                  |            |
| Austrália                                                | Optus Sports                                         |            |
| África                                                   | Azam SPORTS bein Connect DStv Stream New World Sport |            |
| Oriente Médio                                            | bein connect                                         |            |
| Ásia                                                     | FanCode                                              | [ nota 2 ] |

## Artilharia
Fonte: 
4 gols
- Esther González

3 gols
- Alexia Putellas
- Cristiana Girelli
- Stina Blackstenius

2 gols
- Jule Brand
- Lea Schüller
- Sjoeke Nüsken
- Athenea del Castillo
- Claudia Pina
- Mariona Caldentey
- Delphine Cascarino
- Marie-Antoinette Katoto
- Onema Grace Geyoro
- Alessia Russo
- Ella Toone
- Georgia Stanway
- Lauren James
- Michelle Agyemang
- Ada Hegerberg
- Frida Maanum
- Signe Gaupset
- Victoria Pelova
- Kosovare Asllani
- Lina Hurtig

1 gol
- Hannah Eurlings
- Janice Cayman
- Justine Vanhaevermaet
- Tessa Wullaert
- Amalie Vangsgaard
- Janni Thomsen
- Signe Bruun
- Cristina Martín-Prieto
- Aitana Bonmatí
- Irene Paredes
- Patri Guijarro
- Vicky López
- Katariina Kosola
- Natalia Kuikka
- Oona Sevenius
- Amel Majri
- Clara Mateo
- Kadidiatou Diani
- Sakina Karchaoui
- Sandie Toletti
- Sandy Baltimore
- Agnes Beever-Jones
- Beth Mead
- Chloe Kelly
- Keira Walsh
- Lauren Hemp
- Lucy Bronze
- Glódís Perla Viggósdóttir
- Hlín Eiríksdóttir
- Sveindís Jane Jónsdóttir
- Arianna Caruso
- Barbara Bonansea
- Elisabetta Oliviero
- Caroline Graham Hansen
- Jessica Fishlock
- Hannah Cain
- Esmee Brugts
- Vivianne Miedema
- Ewa Pajor
- Martyna Wiankowska
- Natalia Padilla
- Diana Gomes
- Telma Encarnação
- Filippa Angeldahl
- Fridolina Rolfö
- Smilla Holmberg
- Alayah Pilgrim
- Géraldine Reuteler
- Nadine Riesen
- Riola Xhemaili

Gols contra
- Julia Stierli (para a Noruega)
- Eva Nyström (para a Noruega)
- Selma Bacha (para os Países Baixos)

## Marketing

### Preparação
A Suíça afirmou que o objetivo é esgotar todos os jogos do torneio e aumentar a referências para eventos esportivos femininos.
Em 8 de março de 2024, para celebrar o 500 dias até o inicio do torneio, a Associação Suíça de Futebol organizou um evento inaugural em Berna. Durante o evento, foi anunciado o slogan do torneio, Summit of Emotions.
Apesar da preocupação sobre os custos do evento, Lucerna reservou 4 milhões de Francos para financiar o evento e organizará um evento para comemorar a regressiva de um ano para o torneio.
A Comissão de Segurança em Berna aprovou um empréstimo de 1.2 milhões de francos para promoção esportiva depois do torneio.
A Comitê Financeiro do Conselho de Estados .aplicou um empréstimo de 5 milhões de francos para promoção do turismo Suíço em relação ao torneio. Um valor adicional de 1.13 milhões de francos foi feito em 11 de junho de 2024.
Em 31 de maio de 2024, a Associação Suíça de Futebol publicou o plano de legado. A coordenadora do torneio, Doris Keller, também enfatizou o entusiasmo de que o torneio cause impacto no futebol feminino Suíço.
Em 14 de junho de 2024, aproveitando o inicio da UEFA Euro 2024, uma delegação da Federação Suíça foi a embaixada Suíça em Berlim para uma confraternização e discutir as ambições para a Euro 2025.
As projeções são de que 80% do público previsto para as partidas sejam Suíças.
Até o dia 2 de julho de 2024, os contratos com as cidades sedes não haviam sido assinados.

### Ingressos
Aproximadamente 720 000 ingressos serão vendidos para o torneio, com valores a partir de 25 Francos suíços. Os ingressos começaram a ser vendidos em 1 de outubro de 2024, com um evento ocorrendo em Jungfraujoch para celebrar o inicio das vendas.

### Um ano para o inicio do torneio
No inicio de julho de 2024, diversas cidades organizaram eventos para comemorar a regressiva de um ano para o jogo de abertura.
Berna
Para celebrar um ano para o inicio do torneio, ocorreu um evento junto ao Tour de Berne em 30 de junho de 2024, na Bundesplatz.
Basileia
Em Basileia, um cronometro regressivo foi revelado e ativado em 2 de julho. Junto, um trem com a divulgação do torneio começou a rodar na cidade. Foram reservados pela cidade, um valor de 12.9 milhões de francos para o Campeonato Europeu.
Zurique
Em Zurique, foi confirmado que haverá uma fan zone' na Europaallee. Assim como Basileia, um trem com a divulgação da UEFA Euro 2025 também está rodando pela cidade.
Lucerna
A conselheira de Lucerna Michaela Tschuor e o prefeito Beat Züsli estiveram no Europaplatz para promover o evento. Além disso, um campo de futebol móvel irá percorrer os arredores de Lucena com forma de promoção do evento.
Saint-Gallen
Saint-Gallen organizou um mini campo de futebol onde diversos times jogaram. Simultaneamente, houve uma conferência de mídia onde foram falados o  planos com o o torneio. Foi prometido um  valor de 1.4 milhões de francos para o planejamento, organização e implantação do evento.

## Controvérsias

### Financiamento público
Em 31 de janeiro de 2024, o governo federal Suíço anunciou um suporte financeiro para o evento no valor de 4 milhões de francos, contrariando o valor prometido de 15 milhões de francos durante o processo de candidatura e que levou a vitória Suíça. Diversas pessoas ligadas ao futebol feminino e políticos Suíços criticaram o corte de verba, relembrando que o torneio ocorrido em 2022 na Inglaterra mudou a percepção do país sobre o esporte e trouxe diversos benefícios econômicos as cidades que sediaram. A copresidente do grupo parlamentar "Euro 25" Corina Gredig, destacou que a falta de dinheiro tornaria a competição um "torneio lixo". Já a conselheiro de Thun, Katharina Ali-Oesch, disse que a cidade poderia abdicar sediar o evento por conta da corte de verbas.
A Federação Suíça também se manifestou sobre a diminuição do valor para realização do evento, dizendo que o mesmo não seria suficiente para a organização e esperava que houvesse uma revisão da situação.
Em 16 de fevereiro de 2024, o Comitê do Conselho de Estados para Ciência, Educação e Cultura solicitou ao governo federal o valor de 15 milhões de francos para a competição. O Conselho de Estados conseguiu obter uma moção da comissão interpartidária pedindo ao governo federal que apoiasse o UEFA Euro 2025 na Suíça com 15 milhões de francos a serem aprovados por unanimidade pela câmara baixa.
Em 6 de março de 2024, as oito cidades sede enviaram uma carta ao governo federal pedindo que reconsiderassem sua decisão, afirmando que gastaram milhões neste torneio e esperavam melhorias.
Em 19 de abril, o prefeito de Lucerna, Beat Züsli, afirmou que os 15 milhões de francos eram vitais para realização e entrega de um torneio sustentável.
Em 27 de abril de 2024, os representantes da Câmara Suíça votaram a favor do aumento do valor para 15 milhões de francos.
Em 8 de maio de 2024, a comissão de finanças também deu seu aval para o possível aumento no apoio financeiro.
A decisão oficial sobre a quantidade de dinheiro para o torneio seria confirmada durante uma sessão do parlamento suíço em junho de 2024. Contudo, em 30 de maio de 2024, o Conselho dos Estados e o Conselho Nacional reverteram oficialmente a decisão de alocar 4 milhões e aumentaram o dinheiro distribuído para 15 milhões.

### Preocupações de Basileia
Em 30 de Agosto de 2023, saíram notícias das preocupações de Basileia com custos extras com o eventos e os conflitos de agendamento que teria com a realização do evento, apesar do desejo de sediá-lo. Ademais, a UEFA solicitou que a cidade oferecesse garantias que o estádio Saint Jakob Park não sofreria com blecautes. Isso foi resolvido em 29 de setembro de 2023, quando foram instaladas luzes de LED no estádio, ao custo de 1 milhão de francos. Entretanto, até julho de 2024, o contrato com a cidade sede não havia sido assinado.

### Participação de Israel no torneio de qualificação.
De acordo com a Federação Escocesa de Futebol, a partida entre Escócia e Israel pelas Eliminatórias da UEFA Euro 2025 em 31 de maio no estádio Hampden Park, ocorreram com portões fechados, para segurança de jogadores, comissão técnica e organizadores.